# Даниел Сорано
Даниѐл Сорано̀ (на френски: Daniel Sorano) (1920 - 1962) е френски театрален и филмов артист. От 1952 г. играе в Националния театър в Париж. Снимал се е в 20 филма. 

## Роли
- Отело – в „Отело“ на Шекспир;
- Макбет – в „Макбет“ на Шекспир;
- Шейлок – във „Венецианският търговец“ на Шекспир;
- Скапен – в „Хитрините на Скапен“ на Молиер;
- Сирано – в „Сирано дьо Брежерак“ на Едмон Ростан и др.

## Избрана филмография
| Година | Филм             | Оригинално заглавие    | Роля                    | Режисьор   |
| ------ | ---------------- | ---------------------- | ----------------------- | ---------- |
| 1955   | Големите маневри | Les Grandes Manoeuvres | майсторът на фехтовката | Рене Клер  |
| 1959   | Надига се буря   | Le vent se lève        | Матиас                  | Ив Киампи  |
| 1959   | Макбет           | Macbeth                | Макбет                  | Клод Барма |